# Mont (Pyrénées-Atlantiques)
Mont település Franciaországban, Pyrénées-Atlantiques megyében. Lakosainak száma 1136 fő (2022. január 1.). Mont Arthez-de-Béarn, Abidos, Argagnon, Lacq, Lagor, Maslacq és Lacq községekkel határos.

## Népesség
A település népességének változása:
| Lakosok száma | 1074 | 1111 | 1208 | 1124 | 1131 | 1137 | 1131 | 1124 | 1136 |
|               | 2013 | 2015 | 2016 | 2017 | 2018 | 2019 | 2020 | 2021 | 2022 |